# 더 스탠드 (2020년 미니시리즈)
더 스탠드(The Stand)는 스티븐 킹의 1978년 동명 소설과 1994년 각색의 리메이크를 바탕으로 9개의 에피소드로 구성된 미국의 종말물 판타지 TV 미니시리즈이다. 줄거리는 치명적인 인플루엔자 변종의 탈출을 가능하게 하는 군 생물학 연구소에서의 사고로 인한 전염병에 중점을 두고 있다. 전염병으로 전 세계 인구가 거의 사망한 후, 소수의 생존자들은 랜들 플래그(Randall Flagg)와 마더 애버게일(Mother Abagail)이라는 두 인물 중 한 명에게 이끌려 최종 선과 악의 대결을 벌이다. 아내에 대한 헌사에서 킹은 이 소설을 "선과 악 사이의 영원한 투쟁에 대한 어두운 이야기"라고 묘사한다.

## 줄거리
더 스탠드는 CBS 홍보물에서 역병으로 멸절되고 선과 악 사이의 근본적인 투쟁에 휩싸인 세계에 대한 킹의 종말론적 비전"으로 묘사된다. 인류의 운명은 108세 어머니 아바게일의 연약한 어깨와 소수의 소수에 달려 있다. 그들의 최악의 악몽은 치명적인 미소와 형언할 수 없는 힘을 지닌 남자, 즉 사악한 '다크 맨' 랜달 플래그에 의해 구현된다.

## 출연

### 주연
- 제임스 마즈든
- 오데사 영
- 오웬 티그
- 알렉산데르 스카르스고르드
- 우피 골드버그
- 앰버 허드
- 조반 아데포
- 엔히 자가
- 냇 울프
- 아이린 베다드
- 브래드 윌리엄 헹키
- 그레그 키니어

### 조연
- 에이온 베일리
- 가브리엘 로즈
- 올리비아 쳉
- 내털리 마르티네스
- 캐서린 맥너마라
- 피오나 도리프
- 에즈라 밀러

### 게스트 출연
- 해미시 링클레이터
- 대니얼 선자타
- J. K. 시먼스
- 헤더 그레이엄
- 앵거스 샘슨
- 클리프턴 콜린스 주니어